# Turismul în Galápagos
Pâna în anii ’60, turismul în Galapagos era foarte slab dezvoltat și limitat la câțiva turiști aventurieri din America de Nord și Europa și, de asemenea, câțiva turiști din țările vecine, Columbia și Peru. 
În 1969, vasul de croazieră „linia A” a început să ofere sejururi în Arhipelagul Galapagos, și un boom turistic nou a început.
Deși sectorul privat a fost cel care a dat turismului primul impuls spre sfârșitul anilor ’60, guvernul Ecuadorian a format Consiliul Național al Turismului (DITURIS) în 1974 pentru a dezvolta industria turistică.
Sub administrarea Ministerului Industriei, Comerțului și Integrării, rolul DITURIS era să coordoneze industria turistică, integrând sectoarele public și privat. DITURIS are trei mari departamente: promovare, operațiuni tehnice și administrare. Funcțiile lor includ: regularizarea preturilor în hoteluri și restaurante, aprobarea licențelor pentru întreprinderile de turism, evaluarea proiectelor de turism și furnizarea de asistență tehnică, adunarea, distribuirea informațiilor statistice, pregătirea și distribuirea materialelor promoționale, lucrul cu companiile aeriene locale și internaționale pentru promovarea turismului către și în interiorul Ecuadorului, training și încurajarea investițiilor private pentru proiectele de turism.
În 1984, a fost schițat un Program de Dezvoltare Superioară pentru Turism. Planul a subliniat atât prioritățile pentru dezvoltarea turistică, cât și constrângerile. Printre prioritățile identificate au fost dezvoltarea plajelor în fiecare provincie costală, facilități cu curent electric și îmbunătățirea statisticilor și informațiilor turistice. Principala constrângere identificată a fost promovarea neadecvată și lipsa spațiilor de cazare cu un ridicat grad de confort.

## Activități turistice în Galapagos
Există nenumărate modalități de a-ți petrece timpul în Galapagos și de a descoperi una dintre cele mai frumoase locații 
turistice din lume. Acestea sunt:
- Scuba diving: Galapagos este unul din puținele locuri rămase unde te poți scufunda printr-o diversitate de vietăți marine, în ape protejate. Una din cele mai apreciate locații din lume pentru scufundări este insula Darwin, căreia i se alătură insula Wolf. Unele dintre cele mai bune locuri de scufundat se găsesc în interiorul Rezervei Marine Galapagos. Având o suprafață de mai mult de 40 de mile marine, RMG este una dintre cele mai mari arii marine protejate, oferind un sanctuar pentru pinguini, lei de mare, foci cu blană, rechini, iguane marine și alte animale marine.

- Kayaking pe mare: Această activitate reprezintă o bună modalitate de a experimenta ce înseamnă viața marină și ecosistemul din Insulele Galapagos. Te poți apropia de țestoasele marine, de leii de mare, pelicani și alte animale, fără a le speria. Multe expediții în Galapagos oferă oportunitatea pentru turiști de a-și testa abilitățile și a explora singuri țărmurile.

- Camping: Pentru cei ce caută experiențe un pic mai intime, cea mai bună metodă este campingul. Există numeroase situri pentru camping în cele mai izolate locații din Galapagos, incluzând locurile înalte din insula Santa Cruz, accesibile pe drumuri marginașe ce duc prin ferme și sate. Campingul se practică în multe locații, având însă grijă să se evite aducerea de pagube faunei și florei locale.

- Mountain biking: Tururile de mountain biking sunt unele dintre cele mai bune modalități de a experimenta aventura în Galapagos la cel mai înalt potențial. Mersul cu bicicleta prin păduri aflate în nori, sau prin ferme aflate la înălțime, oferă priveliști care îți taie respirația.

Cele mai bune tururi se fac pe insulele Santa Cruz și San Cristobal. Santa Cruz oferă o întâlnire intimă cu natura și cultura locale. Să vezi animalele în habitatul lor natural și să guști din bucătăria locală este ceva mirific. La fel de minunat este să mergi pe drumurile din ținuturile muntoase din San Cristobal și să vezi priveliștile încântătoare ale coastelor, în timp ce cobori spre plaja Mann, una din cele mai frumoase plaje din Galapagos. 
- Observarea păsărilor: Arhipelagul Galapagos este unul dintre cele mai bune destinații pentru observarea păsărilor din lume. Există aici în jur de 120 de specii de păsări, unele dintre ele fiind endemice. Alte specii sunt foarte rare pe glob, dar, datorită izolării față de continent, nu sunt speriate de oameni și pot fi observate mai de aproape. Cele mai importante specii sunt pinguinii, fregatele, albatroșii, pescărușii, pelicanii, cormoranii care nu zboară și șoimii de Galapagos. Observarea păsărilor este o modalitatea excelentă de petrecere a timpului și distracție: este ieftină, ușoară, sănătoasă și satisfăcătoare.

## Impactul turismului asupra mediului
Investițiile și proiectele inițiate de guvernul Ecuadorian au crescut radical numărul oamenilor și banilor care veneau în Galapagos. Impactul creșterii turismului în Galapagos este de două feluri: economic și de mediu. O examinare a acestor două aspecte prezintă rezultate uimitoare. 
La nivel național, venitul este generat pentru administrarea parcului național prin comisioane către Galapagos. Cele străine și cele Ecuadoriene sunt separate în două linii la aeroporturile din Galapagos: străinii plătesc până la 100 de dolari pentru intrare, în timp ce ecuadorienii plătesc în jur de 6 dolari. Tot acest venit se duce la administrarea parcului național pentru a fi distribuit către toate parcurile naționale ecuadoriene. Galapagos primește cea mai mare parte din venituri, cam 50%. Cam 25% din fondurile pentru Galapagos se duc către finanțarea programul turistic al acestuia, incluzând costurile operaționale pentru vânzarea de bilete, păzitorii parcului și bărcile de patrulă.
Turismul, care generează 418 milioane de dolari pe an, este o potențială industrie în creștere pentru Ecuador, mare parte din ea fiind legată de insule. Ca un rezultat al turismului în natură, Produsul Intern Brut al Arhipelagului Galapagos este cel mai mare din Ecuador. Câștigurile la nivel național sunt de asemenea generate prin multele agenții de turism din Ecuador, care oferă excursii în Galapagos. Mulți ghizi sunt de asemenea aduși de pe continent pentru a lucra pe insule.
Pătrunderea industriei turistice pe insule a dus la o creștere a imigrărilor din Ecuadorul continental. Mulți ecuadorieni au profitat de oportunitățile de angajare de pe insule și au luat dolarii turiștilor drept cheia pentru o viață mai bună. În același timp, ei cresc presiunea asupra resurselor deja rare din Galapagos, de la apa potabilă la nisip și hrană oceanică. Populația locală a crescut de la 6119 la aproximativ 30000 și continuă să crească cu o rată de 12% anual.
Pe lânga faptul că seacă resursele prețioase precum apa, băștinașii și imigranții de pe insule contribuie la un dezastru ecologic prin intermediul eforturilor lor antreprenoriale. Băștinașii au transformat satele pescărești izolate într-un lanț de discoteci, restaurante, hoteluri și magazine cu suveniruri. Au transformat plantele și animalele în suveniruri. Scufundătorii locali au devastat formațiunile de coral negru, o specie pe cale de dispariție, transformând capturile în diverse podoabe, obiecte foarte populare în rândul turiștilor.
Deși mările ce înconjoară insulele sunt o rezervație marină încă din 1986, pescuitul ilegal continuă, noapte și zi, în special pescuitul de rechini, ca rezultat al colaborării dintre Ecuador, Japonia și Coreea. Cererea de aripioare de rechin are rezultate mortale: plasele prind tot felul de animale, inclusiv pinguini, delfini, cormorani, lei de mare sau iguane marine. Oamenii aruncă gunoaie, lăsând țestoasele să mănânce pungi de plastic, sau capturează homarii în momentul în care aceștia poartă ouă sau sunt prea mici, cauzând mari pagube în rândul coloniilor respective. Legat de aceste lucruri, Centrul de Cercetare Charles Darwin a expus cel puțin șapte cazuri în 1993, unde populația locală a omorât țestoasele gigantice pentru carnea lor.
Bineînteles, principala țintă a acestei cercetări este impactul turiștilor, insulele având mai mulți turiști internaționali decât ecuadorieni. Afluxul turiștilor în Galapagos a crescut cu 335% din 1974, cand s-au înregistrat 7500 de vizitatori, în 1987, an care a înregistrat 32595 vizitatori. Sosirea acestora a fost facilitată de guvern, care a deschis un al treilea aeroport pe insule în 1986.
Majoritatea turiștilor nu stau într-unul din hotelurile existente, ci preferă să prindă un loc pe unul din vasele de croazieră disponibile. Circuitele acestor vase de croazieră durează, de obicei, de la trei zile la două saptămâni, depinzând de numărul de insule vizitate (între cinci și unsprezece). Pentru a minimaliza impactul negativ, conducerea parcului a desemnat 54 de situri care pot fi vizitate de turiști, în jurul arhipelagului. Turiștilor li se cere să umble doar pe traseele marcate la majoritatea siturilor și toți trebuie să fie acompaniați de un ghid antrenat. Multe drumuri se țes prin coloniile de cuibărit ale păsărilor marine, ca pescărușul cu picioare albastre, specia de cormoran care nu zboară specifică arhipelagului sau fregate. Turiștii fac adesea greșeala de a speria păsările în încercarea de a se apropia mai mult, făcându-le să zboare din cuiburi, lăsând ouă sau pui expuși. Un pui de pescăruș abia ieșit din ou va muri în aproximativ 30 de minute din cauza soarelui ecuatorian. 

## Specii invadatoare
Unul dintre cele mai remarcabile trăsături ale Arhipelagului Galapagos este numărul ființelor endemice, plante și animale care se găsesc într-un singur loc. Deși Insulele Galapagos au un număr destul de mic de specii băstinașe, un mare număr dintre acestea se găsesc doar aici. Cam o treime din speciile de plante băștinașe, care numără mai puțin de 600, nu se găsesc altundeva în lume. Dintre reptile, păsări terestre și mamifere, 57 de specii în total, mai mult de 80% sunt specifice insulelor. Printre acestea se găsesc: singura iguană marină din lume, singurele specii de albatroși și pinguini de la tropice și o specie de cormoran care, datorită lipsei prădătorilor naturali, și-a pierdut abilitatea de a zbura. De asemenea, un număr de specii din Galapagos se găsesc pe o singură insulă, având specii aproape identice dar distincte totuși, pe insulele vecine.
Când au sosit primii oameni în Galapagos, existau șapte specii diferite de șobolan de orez, descendenții singurelor mamifere terestre care au supraviețuit călătoriei peste ocean. Astăzi, au mai ramas decât doua dintre specii, fiecare pe câte o insulă și în același timp neputând să trăiască pe alta, întrucât celelalte insule au fost invadate de o specie de șobolan negru, care a ajuns aici „călătorind” pe bărcile corsarilor și piraților sosiți aici cu multi ani în urmă. Galapagosul a fost martorul extincției a trei dintre cele 14 specii de țestoasă gigantică, rămânând cam o pătrime din numărul lor inițial. Porcii, caprele, câinii și pisicile introduse de imigranți, au fost decisive în micșorarea numărului speciilor băștinașe.
Nou introdusele furnici de foc, dintre care multe sunt transportate pe vase sau avioane, ar putea deranja echilibrul fragil dintre populațiile de insecte din insule, care servesc drept masă pentru multe păsări. Vizitatorii contribuie în mod involuntar la împrăștierea semințelor, sporilor sau insectelor de pe o insulă pe cealaltă, purtându-le pe haine sau pe tălpile picioarelor. În ultimii cinci ani, mai mult de 100 de specii noi de plante au fost introduse pe insule, din neatenție, de către bărci și turiști. Acestea includ specii agresive ca planta din specia lantana, cu frunze uriașe, care copleșesc plantele originare de aici. 